# 제72회 영국 아카데미 영화상
제72회 영국 아카데미 영화상은 2018년 한해 영국 극장에서 공개된 영화·다큐멘터리 작품을 대상으로 수상된다. 영국 영화 텔레비전 예술 아카데미가 주관하여 총 25개 부문을 시상한다. 시상식은 영국 현지 시각으로 2019년 2월 10일 런던 로열 앨버트 홀에서 열렸다. 시상식 진행자는 조애나 럼리이다.
시상 결과, 알폰소 쿠아론의 《로마》가 작품상과 감독상을 모두 수상했다. 최다 후보 겸 최다 수상 작품은 《더 페이버릿: 여왕의 여자》로, 총 12개 부문에 후보로 올라 7개 부문에서 수상했다.

## 수상 및 후보
후보자와 후보작은 2020년 1월 7일 공개되었다. 수상자는 최상단의 굵은 글씨로 강조된 작품이다.
| 작품상 | 감독상 |
| --- | --- |
| - 《로마》 - 알폰소 쿠아론, 가브리엘라 로드리게스 - 《블랙클랜스맨》 - 제이슨 블룸, 스파이크 리, 레이먼드 맨스필드, 숀 매키트릭, 조던 필 - 《더 페이버릿: 여왕의 여자》 - 세시 뎀프시, 에드 가이니, 요르고스 란티모스, 리 매지데이 - 《그린 북》 - 짐 버크, 브라이언 헤이스 커리, 피터 패럴리, 닉 발레롱가, 찰스 B. 웨슬러 - 《스타 이즈 본》 - 브래들리 쿠퍼, 빌 거버, 리넷 하월 테일러                                                              | - 알폰소 쿠아론 - 《로마》 - 브래들리 쿠퍼 - 《스타 이즈 본》 - 요르고스 란티모스 - 《더 페이버릿: 여왕의 여자》 - 스파이크 리 - 《블랙클랜스맨》 - 파베우 파블리코프스키 - 《콜드 워》 |
| 남우주연상 | 여우주연상 |
| - 라미 말렉 - 《보헤미안 랩소디》의 프레디 머큐리 역 - 크리스천 베일 - 《바이스》의 딕 체니 역 - 스티브 쿠건 - 《스탠 & 올리》의 스탠 로럴 역 - 브래들리 쿠퍼 - 《스타 이즈 본》의 잭슨 메인 역 - 비고 모텐슨 - 《그린 북》의 떠버리 토니 발레롱가 역 | - 올리비아 콜먼 - 《더 페이버릿: 여왕의 여자》의 앤 여왕 역 - 글렌 클로스 - 《더 와이프》의 조앤 캐슬먼 역 - 비올라 데이비스 - 《위도우즈》의 베로니카 롤링스 역 - 레이디 가가 - 《스타 이즈 본》의 앨리 메인 역 - 멀리사 매카시 - 《날 용서해줄래요?》의 리 이즈리얼 역 |
| 남우조연상 | 여우조연상 |
| - 마허샬라 알리 - 《그린 북》의 돈 셜리 역 - 티모시 샬라메 - 《뷰티풀 보이》의 닉 셰프 역 - 애덤 드라이버 - 《블랙클랜스맨》의 플립 지머먼 역 - 리처드 E. 그랜트 - 《날 용서해줄래요?》의 잭 혹 역 - 샘 록웰 - 《바이스》의 조지 W. 부시 역 | - 레이철 바이스 - 《더 페이버릿: 여왕의 여자》의 세라 처칠 역 - 에이미 애덤스 - 《바이스》의 린 체니 역 - 클레어 포이 - 《퍼스트 맨》의 재닛 시어런 암스트롱 역 - 마고 로비 - 《메리, 퀸 오브 스코틀랜드》의 엘리자베스 1세 역 - 엠마 스톤 - 《더 페이버릿: 여왕의 여자》의 애비게일 메이셤 역 |
| 각본상 | 각색상 |
| - 데버라 데이비스, 토니 맥나마라 - 《더 페이버릿: 여왕의 여자》 - 알폰소 쿠아론 - 《로마》 - 브라이언 헤이스 커리, 피터 패럴리, 닉 발레롱가 - 《그린 북》 - 야누시 그워바츠키, 파베우 파블리코프스키 - 《콜드 워》 - 애덤 매케이 - 《바이스 | - 스파이크 리, 데이비드 래비노위츠, 찰리 와크텔, 케빈 윌멋 - 《블랙클랜스맨》 - 브래들리 쿠퍼, 윌 페터스, 에릭 로스 - 《스타 이즈 본》 - 니콜 홀러프세너, 제프 휘티 - 《날 용서해줄래요?》 - 배리 젱킨스 - 《빌 스트리트가 말할 수 있다면》 - 조시 싱어 - 《퍼스트 맨》 |
| 촬영상 | 신인 작가·감독·제작자상 |
| - 《로마》 - 알폰소 쿠아론 - 《보헤미안 랩소디》 - 뉴턴 토머스 시걸 - 《콜드 워》 - 우카시 잘 - 《더 페이버릿: 여왕의 여자》 - 로비 라이언 - 《퍼스트 맨》 - 리누스 산드그렌 | - 마이클 피어스(작가/감독), 로런 다크(제작) - 《비스트》 - 대니얼 코코테일로(작가/감독) - 《Apostasy》 - 크리스 켈리(작가/감독/제작) - 《캄보디아의 봄》 - 리안 웰럼(작가/감독), 소피 하먼(제작) - 《Pili》 - 리처드 빌링험(작가/감독), 자키 데이비스(제작) - 《Ray & Liz》 |
| 영국 영화상 | 다큐멘터리상 |
| - 《더 페이버릿: 여왕의 여자》 - 요르고스 란티모스, 세시 뎀프시, 에드 가이니, 리 매지데이, 데버라 데이비스, 토니 맥나마라 - 《비스트》 - 마이클 피어스, 크리스천 브로디, 로런 다크, 이바나 매키넌 - 《보헤미안 랩소디》 - 그레이엄 킹, 앤서니 매카튼 - 《맥퀸》 - 이언 보노트, 피터 에테기, 앤디 라이더, 닉 토시그 - 《스탠 & 올리》 - 존 S. 베어드, 페이 워드, 제프 포프 - 《너는 여기에 없었다》 - 린 램지, 로자 아타브, 파스칼 코슈퇴, 제임스 윌슨 | - 《프리 솔로》 - 엘리자베스 차이 바서헬리, 지미 친, 섀넌 딜, 에번 헤이스 - 《맥퀸》 - 이언 보노트, 피터 에테기 - 《루스 베이더 긴즈버그 : 나는 반대한다》 - 줄리 코언, 베치 웨스트 - 《They Shall Not Grow Old》 - 피터 잭슨, 클레어 올슨 - 《어느 일란성 세 쌍둥이의 재회》 - 팀 워들, 그레이스 휴스핼릿, 베키 리드 |
| 음악상 | 음향상 |
| - 《스타 이즈 본》 - 브래들리 쿠퍼, 레이디 가가, 루카스 넬슨 - 《블랙클랜스맨》 - 테런스 블랜처드 - 《빌 스트리트가 말할 수 있다면》 - 니컬러스 브리텔 - 《개들의 섬》 - 알렉상드르 데스플라 - 《메리 포핀스 리턴즈》 - 마크 셰이먼 | - 《보헤미안 랩소디》 - 존 커샐리, 팀 캐버긴, 니나 하트스톤, 폴 매시, 존 워허스트 - 《퍼스트 맨》 - 메리 H. 엘리스, 밀드레드 이아트루 모건, 리아이링, 프랭크 A. 몬타뇨, 존 테일러 - 《미션 임파서블: 폴아웃》 - 길버트 레이크, 제임스 H. 메이더, 크리스 먼로, 마이크 프레스트우드 스미스 - 《콰이어트 플레이스》 - 에릭 아달, 마이클 버로스키, 브랜던 프록터, 이선 밴더린 - 《스타 이즈 본》 - 스티브 A. 모로, 앨런 로버트 머리, 제이슨 루더, 톰 오재니치, 딘 A. 주파치치 |
| 미술상 | 시각효과상 |
| - 《더 페이버릿: 여왕의 여자》 - 피오나 크롬비, 앨리스 펠턴 - 《신비한 동물들과 그린델왈드의 범죄》 - 스튜어트 크레이그, 애나 피넉 - 《퍼스트 맨》 - 네이선 크롤리, 캐시 루커스 - 《메리 포핀스 리턴즈》 - 존 마이어, 고든 심 - 《로마》 - 에우헤니오 카바예로, 바르바라 엔리케스 | - 《블랙 팬서》 - 제프리 보먼, 제시 제임스 치좀, 크레이그 해먹, 댄 수딕 - 《어벤져스: 인피니티 워》 - 댄 덜루, 러셀 얼, 켈리 포트, 댄 수딕 - 《신비한 동물들과 그린델왈드의 범죄》 - 팀 버크, 앤디 카인드, 크리스티안 만츠, 데이비드 왓킨스 - 《퍼스트 맨》 - 이언 헌터, 폴 램버트, 트리스턴 마일스, J. D. 슈왐 - 《레디 플레이어 원》 - 매슈 E. 버틀러, 그레이디 코퍼, 로저 가이엣, 데이브 셔크                                                                          |
| 의상상 | 분장상 |
| - 《더 페이버릿: 여왕의 여자》 - 샌디 파월 - 《카우보이의 노래》 - 메리 조프리스 - 《보헤미안 랩소디》 - 줄리언 데이 - 《메리 포핀스 리턴즈》 - 샌디 파월 - 《메리, 퀸 오브 스코틀랜드》 - 알렉산드라 번 | - 《더 페이버릿: 여왕의 여자》 - 나디아 스테이시 - 《보헤미안 랩소디》 - 마크 쿨리어, 잰 슈얼 - 《메리, 퀸 오브 스코틀랜드》 - 제니 셔코어 - 《스탠 & 올리》 - 마크 쿨리어, 제러미 우드헤드, 조시 웨스턴 - 《바이스》 - 케이트 비스코, 그레그 캐넘, 퍼트리샤 디헤이니, 크리스 갤러허 |
| 편집상 | 외국어 영화상 |
| - 《바이스》 - 행크 코윈 - 《보헤미안 랩소디》 - 존 오트먼 - 《더 페이버릿: 여왕의 여자》 - 요르고스 마브롭사리디스 - 《퍼스트 맨》 - 톰 크로스 - 《로마》 - 알폰소 쿠아론, 애덤 고프 | - 《로마》 - 알폰소 쿠아론, 가브리엘라 로드리게스 - 《가버나움》 - 나딘 라바키, 칼리드 무자나 - 《콜드 워》 - 파베우 파블리코프스키, 태니아 서개치언, 에바 푸슈친스카 - 《도그맨》 - 마테오 가로네 - 《어느 가족》 - 고레에다 히로카즈, 마쓰자키 가오루 |
| 애니메이션 영화상 | 단편 애니메이션 영화상 |
| - 《스파이더맨: 뉴 유니버스》 - 밥 퍼시케티, 피터 램지, 로드니 로스먼, 필 로드 - 《인크레더블 2》 - 브래드 버드, 존 워커 - 《개들의 섬》 - 웨스 앤더슨, 제러미 도슨 | - Roughhouse - 조너선 호지슨, 리처드 밴덴봄 - I'm OK - 엘리자베스 홉스, 애비게일 애디슨, 옐레나 포포비치 - Marfa - 그레그 매클라우드, 마일스 매클라우드 |
| 영국 단편 영화상 | EE 신예 스타상 |
| - 73 Cows - 앨릭스 록우드 - Bachelor, 38 - 앤절라 클라크 - The Blue Door - 벤 클라크, 메건 퓨, 폴 테일러 - The Field - 산디아 수리, 토마 비드갱, 발타자르 드가네 - Wale - 바너미 블랙번, 소피 알렉산더, 캐서린 슬레이터, 에드 스펠리어스 | - 러티샤 라이트 - 제시 버클리 - 신시아 어리보 - 배리 키오건 - 러키스 스탠필드 |

## 같이 보기
- 제76회 골든 글로브상
- 제91회 아카데미 시상식